# Stenomesius albipes
Stenomesius albipes är en stekelart som först beskrevs av William Harris Ashmead 1894.  Stenomesius albipes ingår i släktet Stenomesius och familjen finglanssteklar. Inga underarter finns listade i Catalogue of Life.